# Pfarrhaus (Vorderburg)

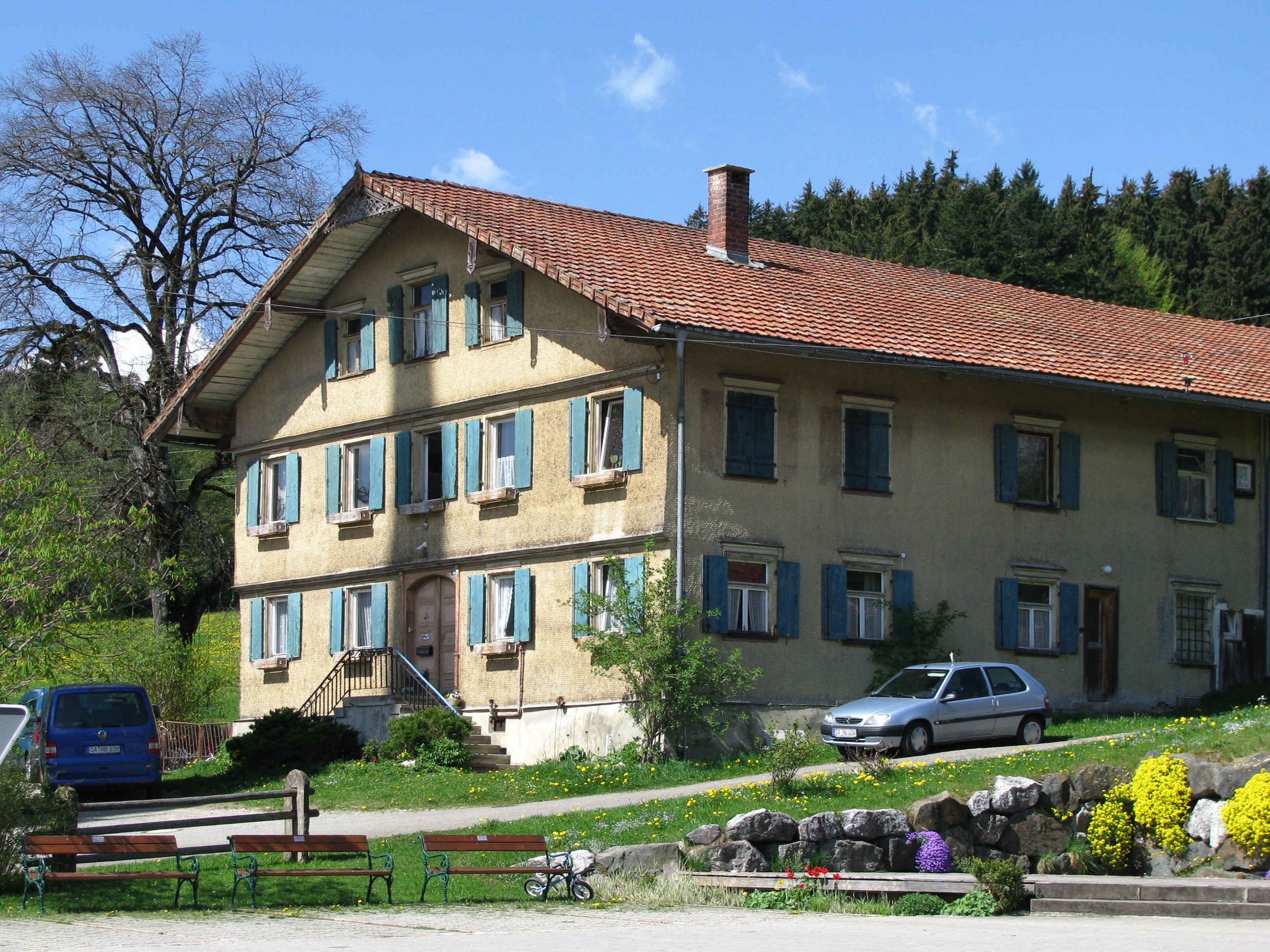
Pfarrhaus in Vorderburg

Das Pfarrhaus in Vorderburg, einem Gemeindeteil von Rettenberg im Landkreis Oberallgäu im bayerischen Regierungsbezirk Schwaben, wurde 1712 errichtet. Das Pfarrhaus an der Kirchdorfer Straße 16 ist ein geschütztes Baudenkmal.
Der zweigeschossige, verschindelte Blockbau mit flachem Satteldach wurde 1712 errichtet. Das Dach wurde 1865 erneuert. Eine zweiseitige Freitreppe an der Giebelseite führt zum rundbogigen Portal.